# Mai-Ndombe-See
Der Mai-Ndombe-See (franz.: Lac Mai-Ndombe) ist ein großer Natursee in der Provinz Mai-Ndombe im Westen der Demokratischen Republik Kongo.

## Beschreibung
Der See entwässert nach Süden über die Flüsse Fimi und Kasai in den Kongo. Bis 1972 trug er den Namen Leopoldsee (nach Leopold von Sachsen-Coburg-Gotha, König der Belgier). Mai-Ndombe bedeutet auf Lingála „schwarzes Wasser“. Der See hat eine unregelmäßige und sich nach Jahreszeit verändernde Form mit einer Fläche von 2300 bis über 8000 km2 (in der Regenzeit) und Tiefen von 2,5 bis 7 Metern, bis maximal 10 Meter. Sein Wasser ist sauer, der pH-Wert reicht von 4.2 bis 5.5. 
Der See ist von niedrigen, bewaldeten Ufern umgeben, mit dichten und feuchten Regenwald im Norden und einer Mischung aus Wald und Savanne im Süden.
Auf dem See findet örtlicher Schiffsverkehr und Fischfang statt.

## Fauna
Die Fischfauna des Sees ist nur wenig bekannt. Im See kommen einige endemische
Buntbarsche vor: Hemichromis cerasogaster, der Transvestitenbuntbarsch (Nanochromis transvestitus) und Nanochromis wickleri.